# Single Ladies (Put a Ring on It)
"Single Ladies (Put a Ring on It)" is een lied van de Amerikaanse r&b-zangeres Beyoncé. Het werd in de Verenigde Staten samen met "If I Were a Boy" als leadsingle uitgebracht voor haar derde solostudioalbum I Am... Sasha Fierce uit 2008. De Nederlandse release was eind november 2008.

## Achtergrondinformatie
Het nummer is geschreven en geproduceerd door Christopher "Tricky" Stewart, Terius "The-Dream" Nash (samen bekend door onder andere Umbrella van Rihanna en Usher's Moving Mountains), Kuk Harrell en Knowles Beiden werden op 8 oktober 2008 op de Amerikaanse radiostations uitgebracht.
Haar album bestaat uit zes pop- en vijf clubnummers, verdeeld over twee cd's. If I Were a Boy werd als leadsingle voor de eerste disc uitgebracht en "Single Ladies" ter promotie van het tweede schijfje. Het nummer heeft gelijkenissen met Get Me Bodied, afkomstig van haar vorige album B'Day.
Het nummer staat als B-kant op de Nederlandse single van If I Were a Boy maar werd eind november zelf ook als single uitgebracht. In de Nederlandse Top 40 werd het een top 10-hit. In de Verenigde Staten behaalde het de nummer 1 positie.
In 2011 won het nummer de Grammy Award voor Song of the Year.

## Videoclip
De videoclip is in het zwart-wit geschoten en geregisseerd door Jake Nava. Hierin richt de camera zich volledig op het gedans van Knowles en twee achtergrond danseressen die ook meedansen in de I am...-tournee. In deze clip treedt Knowles op als haar alter ego Sasha Fierce. De choreografie is gebaseerd op de Mexican Breakfast.
De videoclip werd wereldwijd razend populair. Op de website YouTube werd de choreografie uit de clip veelvuldig geïmiteerd.

## Tracklist
| Digital Remix ep 1. "Single Ladies (Put a Ring on It)" (Dave Aude Club Mix) - 8:24 2. "Single Ladies (Put a Ring on It)" (Karmatronic Remix) - 5:58 3. "Single Ladies (Put a Ring on It)" (Redtop Club Mix) - 6:59 4. "Single Ladies (Put a Ring on It)" (Redtop Dub) - 7:05 5. "Single Ladies" (DJ Escape & Tony Coluccio Club) - 6:58 6. "Single Ladies" (DJ Escape & Tony Coluccio Dub) - 6:11 7. "Single Ladies" (Lost Daze Dating Service Remix) - 6:52 8. "Single Ladies" (Craig C's Master Blaster Radio Remix) - 8:19 US Promo Remixes ep 1. "Single Ladies (Put a Ring on It)" (Dave Aude Club) - 8:24 2. "Single Ladies (Put a Ring on It)" (Dave Aude Radio) - 3:50 3. "Single Ladies (Put a Ring on It)" (Karmatronic Club) - 5:58 4. "Single Ladies (Put a Ring on It)" (Karmatronic Radio) - 3:47 5. "Single Ladies (Put a Ring on It)" (Redtop Club) - 6:59 6. "Single Ladies (Put a Ring on It)" (Redtop Dub) - 7:05 7. "Single Ladies (Put a Ring on It)" (Redtop Radio) - 3:36 8. "Single Ladies (Put a Ring on It)" (DJ Escape & Tony Coluccio Club) - 6:58 9. "Single Ladies (Put a Ring on It)" (DJ Escape & Tony Coluccio Dub) - 6:11 10. "Single Ladies (Put a Ring on It)" (DJ Escape & Tony Coluccio Radio) - 3:44 11. "Single Ladies (Put a Ring on It)" (Lost Daze Dating Service Remix) - 6:52 12. "Single Ladies (Put a Ring on It)" (Lost Daze Dating Service Radio) - 3:32 13. "Single Ladies (Put a Ring on It)" (Craig C's Master Blaster Remix) - 8:19 14. "Single Ladies (Put a Ring on It)" (Craig C's Master Blaster Radio) - 3:31 | Cd-single 1. "Single Ladies (Put a Ring on It)" (Main) - 3:13 2. "Single Ladies (Put a Ring on It)" (Maurice Joshua Club Edit) - 3:44 3. "Single Ladies (Put a Ring on It)" (Maurice Joshua Club Mix ) - 6:47 4. "Single Ladies (Put a Ring on It)" (Instrumental) - 3:11 5. If I Were a Boy - 4:10 UK cd-single 1. "Single Ladies (Put a Ring on It)" 2. "Single Ladies (Put a Ring on It)" (Redtop Remix) UK Promo cd-single 1. "Single Ladies (Put a Ring on It)" (Redtop Club) - 6:59 2. "Single Ladies (Put a Ring on It)" (My Digital Enemy Remix) - 6:39 3. "Single Ladies (Put a Ring on It)" (Olli Collins & Fred Portelli Remix) - 7:43 4. "Single Ladies (Put a Ring on It)" (Japanese Popstars Remix) - 7:46 5. "Single Ladies (Put a Ring on It)" (Craig C's Master Blaster Remix) - 8:19 6. "Single Ladies (Put a Ring on It)" (Karmatronic Club) - 5:58 7. "Single Ladies (Put a Ring on It)" (Main) - 3:13 |

## Hitnotering

### Nederlandse Top 40
| Single Ladies (Put a Ring on It) in de Nederlandse Top 40 - binnen: 27 december 2008 | Single Ladies (Put a Ring on It) in de Nederlandse Top 40 - binnen: 27 december 2008 | Single Ladies (Put a Ring on It) in de Nederlandse Top 40 - binnen: 27 december 2008 | Single Ladies (Put a Ring on It) in de Nederlandse Top 40 - binnen: 27 december 2008 | Single Ladies (Put a Ring on It) in de Nederlandse Top 40 - binnen: 27 december 2008 | Single Ladies (Put a Ring on It) in de Nederlandse Top 40 - binnen: 27 december 2008 | Single Ladies (Put a Ring on It) in de Nederlandse Top 40 - binnen: 27 december 2008 | Single Ladies (Put a Ring on It) in de Nederlandse Top 40 - binnen: 27 december 2008 | Single Ladies (Put a Ring on It) in de Nederlandse Top 40 - binnen: 27 december 2008 | Single Ladies (Put a Ring on It) in de Nederlandse Top 40 - binnen: 27 december 2008 | Single Ladies (Put a Ring on It) in de Nederlandse Top 40 - binnen: 27 december 2008 | Single Ladies (Put a Ring on It) in de Nederlandse Top 40 - binnen: 27 december 2008 | Single Ladies (Put a Ring on It) in de Nederlandse Top 40 - binnen: 27 december 2008 | Single Ladies (Put a Ring on It) in de Nederlandse Top 40 - binnen: 27 december 2008 | Single Ladies (Put a Ring on It) in de Nederlandse Top 40 - binnen: 27 december 2008 | Single Ladies (Put a Ring on It) in de Nederlandse Top 40 - binnen: 27 december 2008 |
| Week                                                                                 | 1                                                                                    | 2                                                                                    | 3                                                                                    | 4                                                                                    | 5                                                                                    | 6                                                                                    | 7                                                                                    | 8                                                                                    | 9                                                                                    | 10                                                                                   | 11                                                                                   | 12                                                                                   | 13                                                                                   | 14                                                                                   |                                                                                      |
| ------------------------------------------------------------------------------------ | ------------------------------------------------------------------------------------ | ------------------------------------------------------------------------------------ | ------------------------------------------------------------------------------------ | ------------------------------------------------------------------------------------ | ------------------------------------------------------------------------------------ | ------------------------------------------------------------------------------------ | ------------------------------------------------------------------------------------ | ------------------------------------------------------------------------------------ | ------------------------------------------------------------------------------------ | ------------------------------------------------------------------------------------ | ------------------------------------------------------------------------------------ | ------------------------------------------------------------------------------------ | ------------------------------------------------------------------------------------ | ------------------------------------------------------------------------------------ | ------------------------------------------------------------------------------------ |
| Nummer                                                                               | 37                                                                                   | 21                                                                                   | 10                                                                                   | 9                                                                                    | 8                                                                                    | 8                                                                                    | 10                                                                                   | 10                                                                                   | 13                                                                                   | 19                                                                                   | 22                                                                                   | 28                                                                                   | 33                                                                                   | 40                                                                                   | uit                                                                                  |

### NPO Radio 2 Top 2000
| Nummer met noteringen in de NPO Radio 2 Top 2000 | '14  | '15  | '16  | '17  | '18  | '19  | '20  | '21-'22 | '23  |
| ------------------------------------------------ | ---- | ---- | ---- | ---- | ---- | ---- | ---- | ------- | ---- |
| Single Ladies (Put a Ring on It)                 | 1554 | 1683 | 1259 | 1606 | 1301 | 1520 | 1585 | -       | 1990 |

1. ↑  Een '-' betekent dat het nummer niet was genoteerd en een vetgedrukt getal geeft de hoogste notering aan.
2. ↑  2014 was het eerste jaar met een notering voor dit nummer.
3. ↑  Deze tabel is bijgewerkt tot en met de laatste editie (2024).